# 藤井大介
藤井 大介（ふじい だいすけ、1969年 - ）は、宝塚歌劇団に所属する演出家。
東京都、日大芸術学部演劇学科出身。

## 来歴
1991年、宝塚歌劇団に入団。
1997年、月組「Non-STOP!!」（バウホール・日本青年館公演）で演出家デビュー。
2000年、姿月あさと退団公演となる宙組ショー「GLORIOUS!!」で、大劇場公演演出家デビュー。
以降、トップスターのお披露目や退団公演を多く手がけるショー作家として、活躍を続けている。
2023年12月1日付で、宝塚歌劇団理事を退任。

## 宝塚歌劇団での舞台作品

### 大劇場作品
- 2000年、宙組『GLORIOUS!!』[4][1]
- 2002年、花組『Cocktail』[4][1]
- 2003年、雪組『Joyful!!』[4][1]
- 2004年、花組『アプローズ・タカラヅカ!』[注釈 1][4][1]
- 2004年、花組『TAKARAZUKA舞夢!』[4][1]
- 2004年、雪組『タカラヅカ・ドリーム・キングダム』[注釈 1][4][1]
- 2005年、星組『ソウル・オブ・シバ!!』[4]
- 2007年、宙組『宙 FANTASISTA!』[4][2]
- 2008年、月組『Apasionado!!』[4]
- 2009年、星組『ア ビヤント』[4]
- 2009年、花組『EXCITER!!』[4]
- 2010年、花組『EXCITER!!』[4]
- 2011年、花組『Le Paradis（ル パラディ）!!』[4]
- 2011年、星組『ノバ・ボサ・ノバ』[注釈 2][4]
- 2011年、宙組『NICE GUY!!』[4]
- 2012年、花組『CONGA!!』[4]
- 2012 - 2013年、星組『Étoile de TAKARAZUKA（エトワール ド タカラヅカ）』[4]
- 2013年、宙組『Amour de 99!!-99年の愛-』[4]
- 2013 - 2014年、雪組『CONGRATULATIONS 宝塚!!』[4]
- 2014年、月組『TAKARAZUKA 花詩集100!!』
- 2014 - 2015年、宙組『PHOENIX 宝塚!!-蘇る愛-』
- 2015年、星組『Dear DIAMOND!!』[2]
- 2016年、宙組『HOT EYES!!』
- 2016年、月組『Forever LOVE!!』[2]
- 2017年、花組『Santé!!』[2]
- 2018年、雪組『Gato Bonito!!』[2]
- 2019年、月組『クルンテープ 天使の都』[2]
- 2019 - 2020年、宙組『アクアヴィーテ（aquavitae）!!』[2]
- 2021年、花組『Cool Beast!!』[2]
- 2022年、星組『Gran Cantante（グラン カンタンテ）!!』[2]
- 2022年、宙組『Capricciosa（カプリチョーザ）!!』
- 2023年、雪組『ジュエル・ド・パリ!!』[5]

### その他の劇場作品
- 1997年、月組『Non-STOP!!-午前0時に幕は開く-』（バウホール・日本青年館）[4][1]
- 1997年、月組『Alas』（ドラマシティ）[4]
- 1999年、月組『から騒ぎ』（バウホール）[4][1]
- 2000年、宙組『GLORIOUS!!』（全国ツアー）[4]
- 2001年、星組『イーハトーヴ 夢』（バウホール・日本青年館）[4][1]
- 2002年、花組『ダイアモンド・アイズ』（ドラマシティ）[4]
- 2002年、花組『Cocktail』（博多座）[4]
- 2003年、花組『Cocktail』（全国ツアー）[6]
- 2005年、星組『ソウル・オブ・シバ!!』（全国ツアー・韓国）[4][7][2]
- 2006年、月組『Young Bloods!!-Sparkling MOON-』（バウホール）[4]
- 2006年、星組『Young Bloods!!-Twinkle Twinkle Star-』（バウホール）[4]
- 2006年、宙組『Young Bloods!!-COSMO∞（コスモ無限大）-』（バウホール）[4]
- 2007年、雪組『Joyful!!II』（中日劇場・全国ツアー）[4]
- 2007年、雪組『ノン ノン シュガー!!』（バウホール）[4]
- 2007年、宙組『宙 FANTASISTA!!』（全国ツアー）[6]
- 2009年、宙組『Apasionado（アパショナード）!!II』（博多座）[4]
- 2009年、星組『ソウル・オブ・シバ!!』（全国ツアー）[6]
- 2010年、月組『HAMLET!!』（バウホール・日本青年館）[4]
- 2010年、蘭寿とむコンサート『“R”ising!!』（バウホール・昭和女子大学人見記念講堂）[8][2]
- 2011年、星組『ノバ・ボサ・ノバ』（博多座・中日劇場）[注釈 2]
- 2012年、宙組『Apasionado!!II』（中日劇場）[9]
- 2012年、柚希礼音スペシャル・ライブ『REON!!』（ドラマシティ・日本青年館）[10][2]
- 2013年、星組『Étoile de TAKARAZUKA（エトワール ド タカラヅカ）』（中日劇場・台北国家戯劇院）[7][2]
- 2013年、宙組『Amour de 99!!-99年の愛-』（全国ツアー）
- 2013年、柚希礼音スペシャル・ライブ『REON!!II』（東京国際フォーラム・博多座）[11]
- 2014年、月組『TAKARAZUKA 花詩集100!!』（博多座）
- 2015年、月組『DRAGON NIGHT!!』（ドラマシティ・文京シビックホール）[2]
- 2016年、月組『Apasionado（アパショナード）!!III』（全国ツアー）
- 2016年、宙組『HOT EYES!!』（全国ツアー）
- 2017年、花組『EXCITER!!2017』（全国ツアー）
- 2017年、花組『EXCITER!!2018』（全国ツアー）
- 2018年、花組『Sante!!』（博多座）
- 2019年、宙組『NICE GUY!!』（全国ツアー）
- 2021年、星組『VERDAD（ヴェルダッド）!!』（舞浜アンフィシアター）[2]
- 2021年、花組『Cool Beast!!』（全国ツアー）
- 2021年、宙組『アクアヴィーテ（aquavitae）!!』（全国ツアー）
- 2022年、星組『Gran Cantante（グラン カンタンテ）!!』（全国ツアー）
- 2023年、雪組『ジュエル・ド・パリ!!』（全国ツアー）
- 2023年、花組『BE SHINING!!』（昭和女子大学人見記念講堂・神戸国際会館）[3]
- 2024年、雪組『Gato Bonito!!』（全国ツアー）[12]

### イベント
- 2002年、初風緑コンサート『愛・舞・魅』[13]
- 2002年、『Switch（スウィッチ）』[13]
- 2003年、樹里咲穂コンサート『JUBIEE-S』[13]
- 2004年、彩輝直バウ・パフォーマンス『熱帯夜話』[14]

## 宝塚歌劇団以外での舞台作品
- 『三矢直生コンサート2005 〜素晴らしき愛〜』（2005年） - 演出
- 『DRACULA ―ドラキュラ伝説―』（2008年） - 演出のみ
- 『ドラキュラ伝説 -千年愛-』（2010年） - 演出のみ
- 瀬奈じゅんコンサート『ALive 〜Handsome Woman〜』 （2010年）
- 龍真咲ディナーショー『MUSE』（2017年 パレスホテル東京、ホテル阪急インターナショナル） - 演出
- 紅ゆずる 1st CONCERT『紅-ing!!』（2020年 梅田芸術劇場メインホール、東京国際フォーラムホールC）- 構成・演出[15]